# 安托萬·波美
安托萬·波美（Antoine Baumé，1728年2月26日—1804年10月15日）是一位法國化學家。
他出生於法國瓦茲省的桑利斯。曾在化學家克勞德·約瑟夫·日夫魯瓦底下見習，於1752年成為藥學院（法語：École de Pharmacie）的成員，擔任化學教授。他在巴黎經營化學藥品店所賺的錢讓他能在1780年時退休，以專注在應用化學上，但法國大革命毀了一切，令他不得不回去經商。
他設計了許多技術工序上的改良，例如在漂白牛奶、染色、鍍金、提煉硝酸鉀等方面上。但他最廣為人知的成就是波美度比重計的發明。
在他所寫的眾多書籍與論文中，最重要的是《藥學的元素實踐與理論》（波斯語：Éléments de pharmacie théorique et pratique，1762年–1818年，九個版本）。在1772年時，他成為法國科學院的一員，並在1796年成為法蘭西學會的準會員。他於1804年10月15日在巴黎去世。

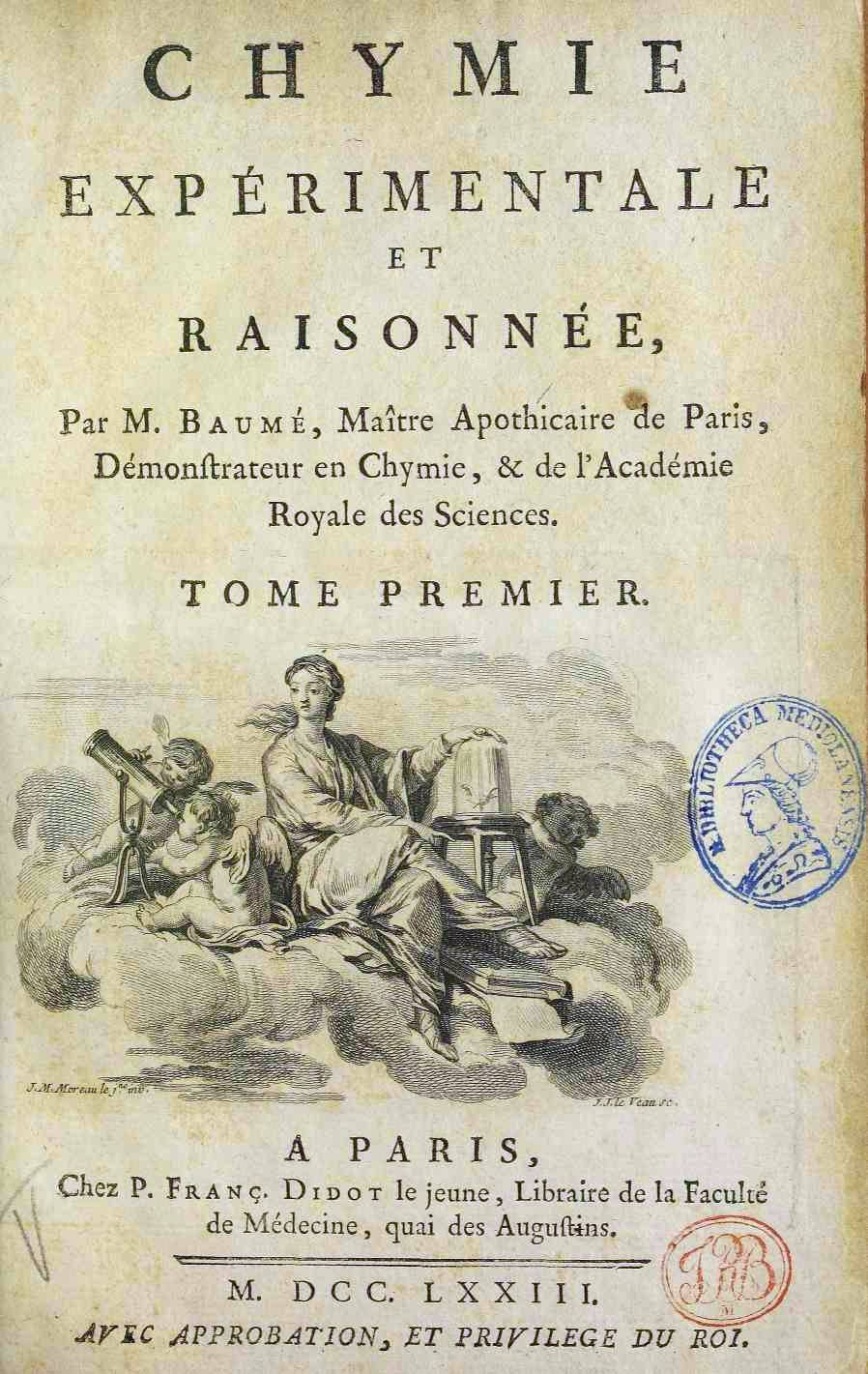
Chymie expérimentale et raisonnée, vol. 1, 1773